# Rakaia magna
Rakaia magna - gatunek kosarza z podrzędu Cyphophthalmi i rodziny Pettalidae.

## Biotop
Gatunek ten bytuje w ściółce drzew liściastych.

## Podgatunki
Wyróżniono dwa podgatunki: 
- Rakaia magna australis Forster, 1952
- Rakaia magna magna Forster, 1948

## Występowanie
Jak wszyscy przedstawiciele rodzaju jest endemitem Nowej Zelandii. Podgatunek nominatywny występuje na Wyspie Północnej w regionie Wellington, a R. m. australis na Wyspie Południowej w rejonie Lewis Pass.